# Chalcedectus cuprescens
Chalcedectus cuprescens är en stekelart som först beskrevs av John Obadiah Westwood 1874.  Chalcedectus cuprescens ingår i släktet Chalcedectus och familjen puppglanssteklar. Inga underarter finns listade i Catalogue of Life.